# Résolution 1593 du Conseil de sécurité des Nations unies
Membres permanents
- Chine
- États-Unis
- France
- Royaume-Uni
- Russie

Membres non permanents
- Algérie
- Argentine
- Bénin
- Brésil
- Danemark
- Grèce
- Japon
- Philippines
- Roumanie
- Tanzanie

Résolution no 1592 Résolution no 1594
La résolution 1593 du Conseil de sécurité des Nations unies a été adoptée le 31 mars 2005. Après avoir reçu un rapport de la Commission internationale d'enquête sur le Darfour, le Conseil a saisi la Cour pénale internationale (CPI) de la situation dans la région du Darfour, au Soudan, et a demandé à ce dernier de coopérer pleinement avec cette juridiction. Ce fut la première fois que le Conseil soumettait une situation à la Cour et obligeait également un pays à coopérer avec elle. 
Le Soudan, qui n'est pas membre permanent de la CPI en vertu du Statut de Rome, refuse de reconnaître la compétence de la Cour et a déclaré que « la Cour pénale internationale n'a aucune place dans cette crise ».

## Adoption
La résolution a été adoptée par 11 voix contre zéro et quatre abstentions de la part de l'Algérie, du Brésil, de la Chine et des États-Unis. Le représentant algérien préférait une solution élaborée par l'Union africaine, et la Chine était en désaccord avec certains éléments du Statut de la CPI et plaidait pour que les auteurs soient jugés par les juridictions soudanaises. Le Brésil était d'accord avec la résolution et s'est dit prêt à coopérer avec la CPI, mais s'est opposé à la compétence sélective de la Cour, introduit par les États-Unis . Ces derniers se sont opposés à certaines dispositions du Statut, mais ont globalement soutenu les intérêts humanitaires et la lutte contre l'impunité, soulignant la nécessité pour la communauté internationale de parler d'une seule voix. 

## Résolution
Agissant en vertu du chapitre VII de la Charte des Nations unies, le Conseil a saisi la CPI de la situation depuis le 1er juillet 2002 et a exhorté tous les États à coopérer avec la Cour, qu'ils soient ou non parties au Statut de Rome. La CPI et l'Union africaine ont été invitées à discuter des modalités pratiques des procédures liées au conflit, tandis que la CPI a été encouragée à promouvoir l'État de droit, les droits de l'homme et à lutter contre l'impunité au Darfour.
La résolution souligne également l'importance de la réconciliation, à travers par exemple la création de commissions vérité. Les ressortissants d'un État autre que le Soudan et qui ne reconnaîtrait pas la compétence de la Cour seraient soumis à la juridiction de cet État pour les actes liés au Soudan.

## Voir également
- Mission de l'Union africaine au Soudan
- Mission conjointe des Nations unies et de l'Union africaine au Darfour
- Chronologie de la guerre au Darfour
- Mission des Nations unies au Soudan
- Guerre du Darfour